# Fronteira Espanha–Portugal

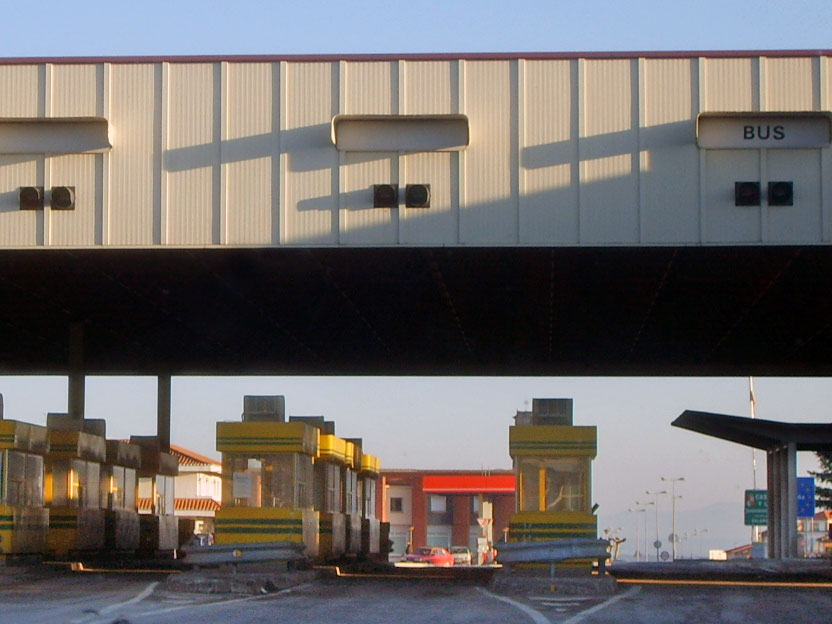
Fronteira de Vilar Formoso, o principal ponto de passagem entre Portugal e Espanha.

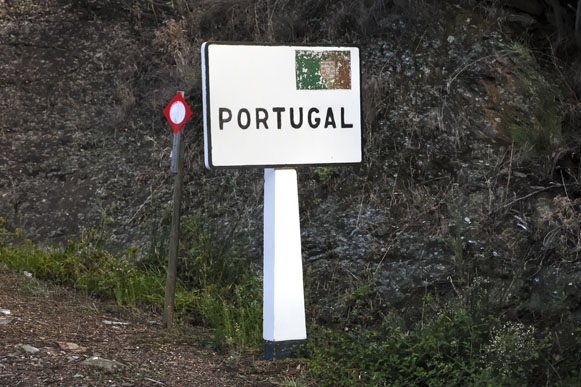
Sinal de identificação de entrada em Portugal em Barrancos (Beja)

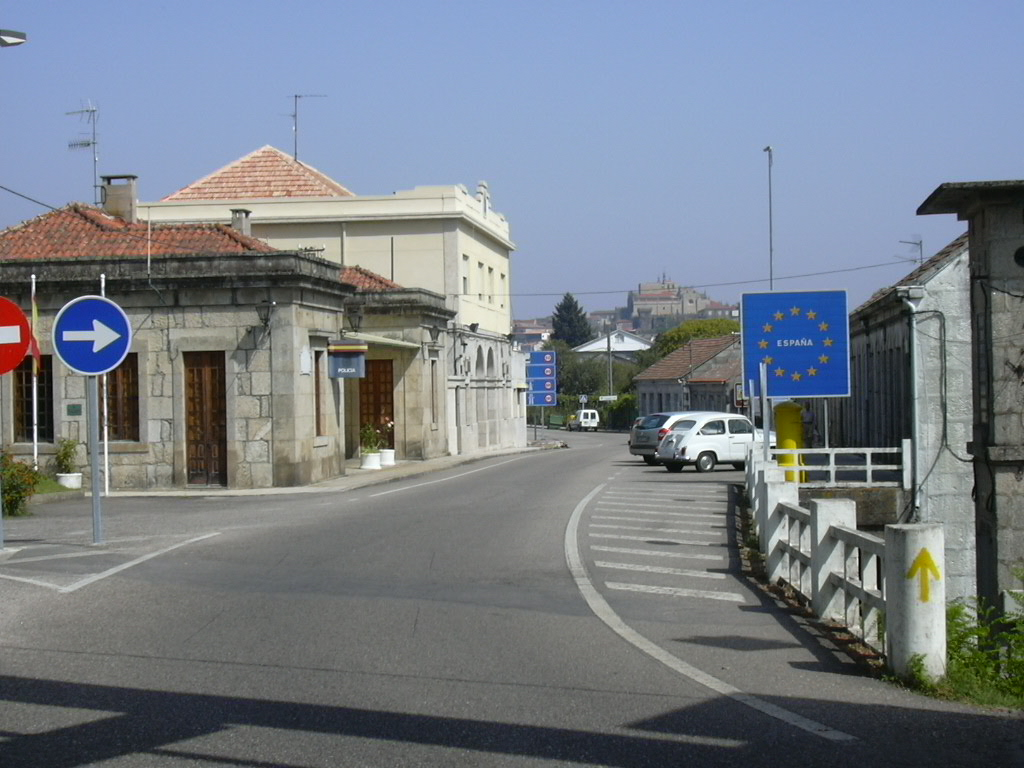
Fronteira entre Espanha e Portugal, nos municípios de Tui (Pontevedra) e Valença (Viana do Castelo).

A fronteira Portugal-Espanha, conhecida pelo epíteto de A Raia (em castelhano:  La Raya; em galego:  A Raia), é a linha que divide os territórios da República Portuguesa e do Reino de Espanha. É a fronteira mais antiga da Europa, com alguns limites estabelecidos desde o tempo do Condado Portucalense e do Reino de Leão. Encontra-se livre de controlos de passagem desde 26 de março de 1995 (entrada em vigor do Acordo de Schengen), com algumas exceções temporárias.

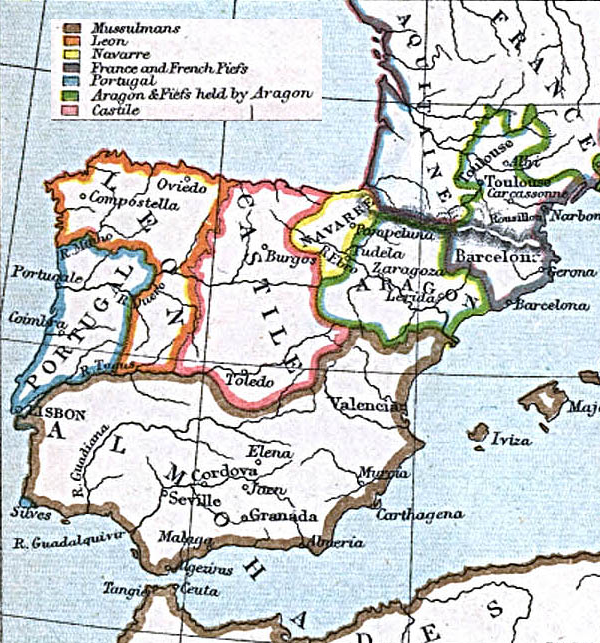
Limites entre o Reino de Portugal e o Reino de Leão até 1210, durante o domínio almóada no sul da Península.

De uma forma mais ampla, a raia é igualmente o espaço geográfico, de um e de outro lado da fronteira política, em que as populações partilham elementos históricos, linguísticos, culturais e económicos.

## Localização
A fronteira luso-espanhola estende-se desde a foz do rio Minho, a norte, até à foz do rio Guadiana, a sul, ao longo de mais de 1200 km. Acompanha cursos de água (raia húmida), ou é assinalada em terra por pontos notáveis ou marcos fronteiriços (raia seca).
Distritos portugueses raianos, do noroeste para sul:
- Viana do Castelo
- Braga
- Vila Real
- Bragança

- Guarda
- Castelo Branco
- Portalegre
- Évora
- Beja
- Faro

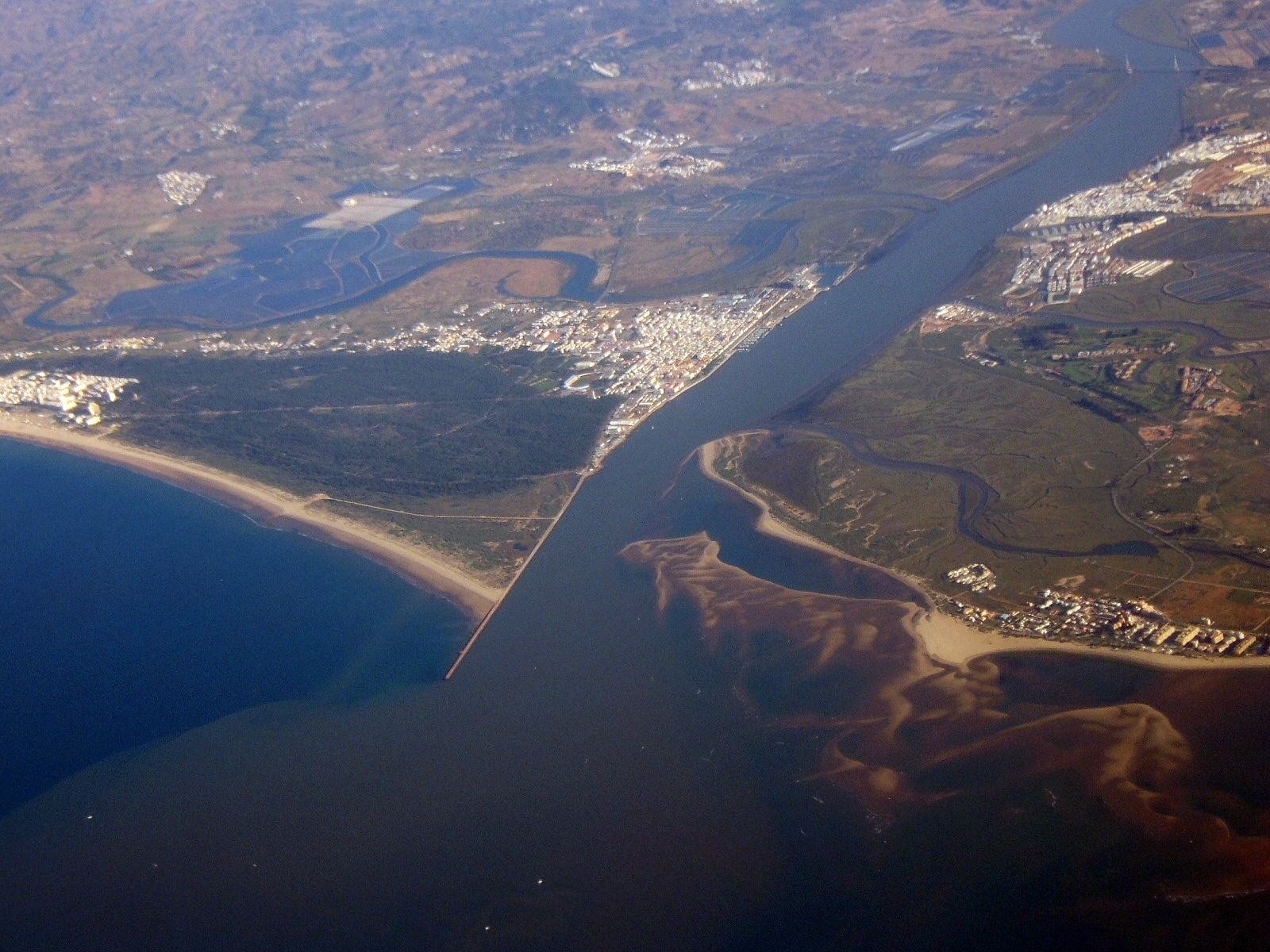
Estuário do rio Guadiana.

Províncias espanholas raianas, de norte para sul:
- Pontevedra ( Galiza)
- Ourense ( Galiza)
- Zamora ( Castela e Leão)
- Salamanca ( Castela e Leão)
- Cáceres ( Estremadura)
- Badajoz ( Estremadura)
- Huelva ( Andaluzia)

## História

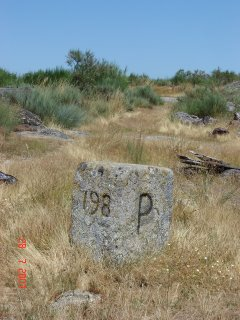
Marco fronteiriço n.º 198, Soutelinho da Raia.

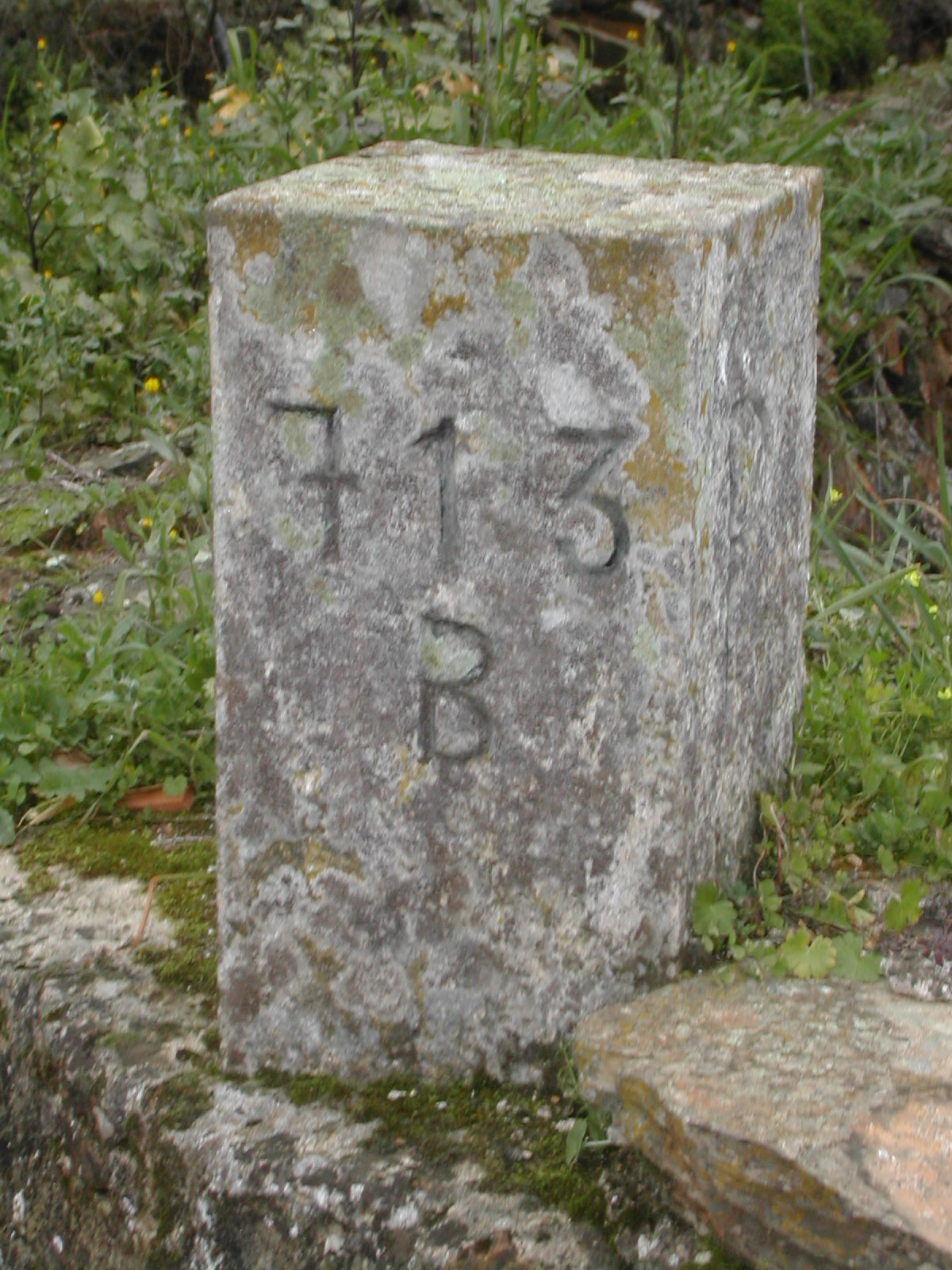
Marco fronteiriço 713B, em Marco

A história da raia está associada à história da Reconquista na parte ocidental da Península Ibérica. Os acontecimentos determinantes são o Tratado de Zamora, em 1143, que assinala o nascimento de Portugal como reino independente e o Tratado de Alcanizes, em 1297, que estabelece no essencial as fronteiras de Portugal.
As últimas alterações prenderam-se com a questão de Olivença, na sequência da Guerra das Laranjas (1801) —– alteração contestada por Portugal —–, com a extinção do Couto Misto, dos povos promíscuos na raia seca, das contendas de Arronches e de Ouguela (Tratado de Limites de 1864) e com a resolução da questão da Contenda de Moura (Convénio de Limites de 1926). 
A questão de Olivença continua  a ser um assunto pendente. Espanha não cumpriu o acordado no Congresso de Viena e o território de Olivença não foi restituído. Assim continuam por colocar os marcos delimitadores de fronteira entre a confluência do rio Caia com o rio Guadiana e a confluência da ribeira de Cuncos com o rio Guadiana com a numeração de 802 a 899 correspondentes ao território de Olivença.

### Tratados importantes
- Tratado de Zamora (1143)
- Tratado de Badajoz (1267)
- Tratado de Alcanizes (1297)
- Tratado de Badajoz (1801)
- Congresso de Viena (1815)
- Tratado de Lisboa (1864)
- Convénio de Limites (1926)

## Outras línguas e dialectos raianos
- Mirandês
- Barranquenho

## Povoações transraianas
- Rio de Onor, em Trás-os-Montes
- Marco, no Alto Alentejo
- Soutelinho da Raia, em Trás-os-Montes
- Cambedo, em Trás-os-Montes
- Lama de Arcos, em Trás-os-Montes
- Castro Laboreiro, no Alto Minho
- Caia (Elvas), no Alto Alentejo

## Fortalezas e castelos raianos
Os castelos medievais foram os primeiros marcos fronteiriços. Somente a partir do século XVI passou a haver um registo centralizado dos limites efectivos do reino.

## Pontes da raia
- Ponte Internacional do Baixo Guadiana
- Ponte Internacional do Guadiana
- Ponte Rodo-Ferroviária de Valença